# 1. HKL 1992/93
Die 1. HKL-Saison 1992/93 (offiziell: Prva Hrvatska Košarkaška Liga) war die 2. Spielzeit der höchsten kroatischen Spielklasse im Basketball der Männer. Der andauernden Bürgerkrieg erschwerte noch immer den Spielbetrieb. Daten sind hier auch schwer zu finden. Es wurde wieder eine Art Blitzturnier gespielt und der diesjährige Meister hieß wieder KK Cibona aus Zagreb.

## Teilnehmende Mannschaften
Die folgende Tabelle listet die Mannschaften der Saison 1992/93 und ihre dazugehörigen Basketballhallen auf.

Daneben werden die Austragungsorte in der Positionskarte aufgezeigt.

### Liga A-1
| Team                  | Stadt   | Halle                            | Plätze |
| --------------------- | ------- | -------------------------------- | ------ |
| KK Cibona             | Zagreb  | KC "Dražen Petrović"             | 5.400  |
| KK Osijek-Koteks      | Osijek  | SD "Gradski vrt"                 | 3.538  |
| KK Dalmacijavino      | Split   | Dvorana Dražanac Gripe           | 3.500  |
| KK Slobodna Dalmacija | Split   | SC "Gripe"                       | 3.500  |
| KK Šibenk-ZG Montaza  | Šibenik | SD "Baldekin"                    | 900    |
| KK Croatia Line       | Rijeka  | Dvorana Mladosti                 | 3.960  |
| KK Gradine Pula       | Pula    | SD Pula                          | 2.312  |
| KK Zadar              | Zadar   | Dvorana Jazine                   | 3.000  |
| KK Zrinjevac          | Zagreb  | Športska dvorana "Kutija šibica" | 1.500  |
| KK Zagreb             | Zagreb  | ŠD Trnsko                        | 2.500  |

### Liga A-2 Süd
| Team             | Stadt     | Halle                  | Plätze |
| ---------------- | --------- | ---------------------- | ------ |
| KK Alkar         | Sinj      | GSD "Ivica Glavan-Ićo" | 600    |
| KK Jug           | Dubrovnik | SD Gospino polje       |        |
| KK Solin         | Solin     |                        |        |
| KK Ploce         | Ploce     |                        |        |
| KK DOSK Drnis    | Drnis     |                        |        |
| KK Omis          | Omis      |                        |        |
| KK Puntamika     | Zadar     | Dvorana Jazine         | 3.000  |
| KK Galeb Šibenik | Šibenik   |                        |        |
| KK Šibopromet    | Trogir    |                        |        |

### Liga A-2 Ost
| Team             | Stadt      | Halle                | Plätze |
| ---------------- | ---------- | -------------------- | ------ |
| KK MIV Varazdin  | Varazdin   | Graberje             | 2.500  |
| KK Dubrava       | Zagreb     | KC "Dražen Petrović" | 5.400  |
| KK Cakovec       | Čakovec    |                      |        |
| KK Djakovo Gerok | Djakovo    |                      |        |
| KK Maksimir      | Zagreb     |                      |        |
| KK Mladost       | Djurdjevac |                      |        |
| KK Dinamo        | Vinkovci   |                      |        |
| KK Podravac      | Virje      |                      |        |

### Liga A-2 West
| Team                | Stadt    | Halle       | Plätze |
| ------------------- | -------- | ----------- | ------ |
| KK Tuskanac         | Zagreb   |             |        |
| KK Fortuna Zaprešić | Zaprešić |             |        |
| KK Kantrida Rijeka  | Rijeka   |             |        |
| KK Zabok            | Zabok    |             |        |
| KK Zeljeznicar      | Karlovac | GD Karlovac |        |
| KK Brajda           | Rijeka   |             |        |
| KK Sisak            | Sisak    |             |        |
| KK Rijeka           | Rijeka   |             |        |

## Hauptrunde
In der Hauptrunde wurden zwei Ligen gespielt, hierbei galt die A-1 Liga als die höchste Klasse. In der A-2 Liga gab es drei Staffeln (Süd, West, Ost) mit jeweils 9 bzw. 8 Mannschaften.
Die zwei Letztplatzierten Teams aus der A-1 Liga spielten mit den jeweils zwei Bestplatzierten Teams der A-2 Liga in der ersten Zwischenrunde.
Die Paarungen wurden ausgelost.
Die Sieger der ersten Zwischenrunde trafen dann im Achtelfinale auf die Plätze 5–8 aus der A-1 Liga.
Die Sieger des Achtelfinales trafen im Viertelfinale dann auf die vier Bestplatzierten Teams der A-1 Liga.

### Finale
|           | Gesamt |                       | 1. Spiel | 2. Spiel | 3. Spiel | 4. Spiel | 5. Spiel |
| --------- | ------ | --------------------- | -------- | -------- | -------- | -------- | -------- |
| KK Cibona | 3:1    | KK Slobodna Dalmacija | 93 : 89  | 86 : 83  | 78 : 80  | 79 : 74  | –        |